# سولفات ایندیم (III)
سولفات ایندیم(III) (به انگلیسی: Indium(III) sulfate) با فرمول شیمیایی In۲(SO۴)۳ یک ترکیب شیمیایی با شناسه پاب‌کم ۲۶۰۴۴ است. که جرم مولی آن ۵۱۷٫۸۱ g/mol می‌باشد. 